# Gran Premio motociclistico di Spagna 1973
Il Gran Premio motociclistico di Spagna fu l'ultimo appuntamento del motomondiale 1973.
Si svolse fra il 22 e il 23 settembre 1973 sul circuito permanente del Jarama, e corsero tutte le classi tranne i sidecar.
Le classi 50 e 500 corrono sabato 22, le altre domenica 23.
In 50 solito duello fra Jan de Vries e Bruno Kneubühler, vinto dall'olandese, il quale annuncerà poco dopo la gara il suo ritiro dal mondo delle corse. Con questa vittoria eguaglia il record di 14 vittorie in 50 di Hans-Georg Anscheidt. Lo svizzero duella anche in 500 con Phil Read, che vincerà la gara.
In 125 Chas Mortimer vince la gara, approfittando dell'assenza del campione del mondo Kent Andersson.
In 250 trionfa John Dodds, il quale ha l'occasione di vincere anche in 350, data l'assenza del già campione del mondo Giacomo Agostini e di Teuvo Länsivuori, ma viene fermato da un problema tecnico, consegnando la vittoria a Eduardo Celso-Santos, che ottiene il suo primo successo.

## Classe 500

### Arrivati al traguardo
| Pos | Pilota             | Moto      | Tempo        | Punti |
| --- | ------------------ | --------- | ------------ | ----- |
| 1   | Phil Read          | MV Agusta | 1h 10' 27" 5 | 15    |
| 2   | Bruno Kneubühler   | Yamaha    | +0" 5        | 12    |
| 3   | Werner Giger       | Yamaha    | +17" 3       | 10    |
| 4   | Chas Mortimer      | Yamaha    | +36" 3       | 8     |
| 5   | Marcel Yankoné     | Yamsel    | +40" 7       | 6     |
| 6   | Bosse Granath      | Husqvarna | +1' 35" 3    | 5     |
| 7   | Alex George        | Yamaha    | +1 giro      | 4     |
| 8   | Kurt-Ivan Carlsson | HM        | +1 giro      | 3     |
| 9   | Jean-Paul Boinet   | Kawasaki  | +1 giro      | 2     |
| 10  | Børge Nielsen      | Yamaha    | +1 giro      | 1     |
| 11  | Lois With          | Kawasaki  | +1 giro      |       |

### Ritirati
| Pilota               | Moto     | Motivo ritiro |
| -------------------- | -------- | ------------- |
| Lothar John          | Suzuki   |               |
| Werner Schmied       | Yamaha   |               |
| Gianfranco Bonera    | Yamaha   |               |
| Werner Bergold       | Kawasaki |               |
| Jack Findlay         | Suzuki   |               |
| Mario Lega           | Yamaha   |               |
| Rod Tingate          | Yamaha   |               |
| János Drapál         | Yamaha   |               |
| Sven-Olaf Gunnarsson | Kawasaki |               |
| Gyula Marsovszky     | Yamaha   |               |
| Adolf Schneider      | Yamaha   |               |
| Bohumil Staša        | Yamaha   |               |
| Charlie Dobson       | Yamaha   |               |
| Christian Bourgeois  | Yamaha   |               |
| Paul Eickelberg      | König    |               |
| Etienne Delamarre    | Yamaha   |               |
| Steve Ellis          | Yamaha   |               |
| Piet van der Wal     | Yamaha   |               |
| Alois Maxwald        | Rotax    |               |
| Guido Mandracci      | Suzuki   |               |
| Billie Nelson        | Yamaha   |               |
| Eric Offenstadt      | Kawasaki |               |

## Classe 350

### Arrivati al traguardo
| Pos | Pilota               | Moto   | Tempo        | Punti |
| --- | -------------------- | ------ | ------------ | ----- |
| 1   | Eduardo Celso-Santos | Yamaha | 1h 06' 49" 1 | 15    |
| 2   | Billie Nelson        | Yamaha | +12" 3       | 12    |
| 3   | Patrick Pons         | Yamaha | +56" 4       | 10    |
| 4   | Kurt-Ivan Carlsson   | Yamaha | +1' 19" 7    | 8     |
| 5   | Alex George          | Yamaha | +1' 30" 2    | 6     |
| 6   | Philippe Coulon      | Yamaha | +1' 46" 8    | 5     |
| 7   | Ingemar Larsson      | Yamaha |              | 4     |
| 8   | János Reisz          | Yamaha |              | 3     |
| 9   | Gyula Marsovszky     | Yamaha |              | 2     |
| 10  | Børge Nielsen        | Yamaha |              | 1     |
| 11  | Adolf Schneider      | Yamaha |              |       |

## Classe 250
28 piloti alla partenza, 16 al traguardo.

### Arrivati al traguardo
| Pos. | Pilota           | Moto            | Tempo     | Griglia | Punti |
| ---- | ---------------- | --------------- | --------- | ------- | ----- |
| 1    | John Dodds       | Yamaha          | 1.02.18.2 |         | 15    |
| 2    | Bruno Kneubühler | Yamaha          | 1.02.39.7 |         | 12    |
| 3    | Chas Mortimer    | Yamaha          | 1.03.01.1 |         | 10    |
| 4    | Werner Pfirter   | Yamaha          | 1.03.19.8 |         | 8     |
| 5    | Werner Giger     | Yamaha          | 1.03.23.1 |         | 6     |
| 6    | Michel Rougerie  | Harley-Davidson | 1.03.23.3 |         | 5     |
| 7    | Hans Müller      | Yamaha          | 1.03.29.9 |         | 4     |
| 8    | Ingemar Larsson  | Yamaha          | 1 giro    |         | 3     |
| 9    | Pentti Salonen   | Yamaha          | 1 giro    |         | 2     |
| 10   | André Nuño       | Yamaha          | 1 giro    |         | 1     |
| 11   | Börje Jansson    | Yamaha          | 1 giro    |         |       |
| 12   | Björn Carlson    | Yamaha          | 1 giro    |         |       |
| 13   | Fosco Giansanti  | Yamaha          | 1 giro    |         |       |
| 14   | Klaus Leonhardt  | Yamaha          | 1 giro    |         |       |
| 15   | Víctor Palomo    | Yamaha          | 1 giro    |         |       |
| 16   | Juan Bordons     | Yamaha          | 1 giro    |         |       |

### Ritirati
| Pilota             | Moto      | Motivo | Griglia |
| ------------------ | --------- | ------ | ------- |
| Claude Ben El Hadj | Yamaha    |        |         |
| Steve Ellis        | Yamaha    |        |         |
| Ángel Nieto        | Derbi     |        |         |
| Jos Schurgers      | Eigenbouw |        |         |
| Adu Celso          | Yamaha    |        |         |

## Classe 125
25 piloti alla partenza, 13 al traguardo.

### Arrivati al traguardo
| Pos. | Pilota            | Moto        | Tempo   | Griglia | Punti |
| ---- | ----------------- | ----------- | ------- | ------- | ----- |
| 1    | Chas Mortimer     | Yamaha      | 55.39.6 |         | 15    |
| 2    | Ángel Nieto       | Morbidelli  | 55.54.9 |         | 12    |
| 3    | Börje Jansson     | Maico       | 56.31.1 |         | 10    |
| 4    | Eugenio Lazzarini | Piovaticci  | 57.09.9 |         | 8     |
| 5    | Seppo Kangasniemi | Maico       | 1 giro  |         | 6     |
| 6    | Jos Schurgers     | Bridgestone | 1 giro  |         | 5     |
| 7    | Pentti Salonen    | Yamaha      | 1 giro  |         | 4     |
| 8    | Ingemar Bengtsson | Yamaha      | 1 giro  |         | 3     |
| 9    | Aldo Pero         | Yamaha      | 1 giro  |         | 2     |
| 10   | János Reisz       | MZ          | 1 giro  |         | 1     |
| 11   | Leif Rossell      | Maico       | 1 giro  |         |       |
| 12   | Mario Francini    | Yamaha      | 1 giro  |         |       |
| 13   | Josef Kullmer     | Yamaha      | 1 giro  |         |       |

### Ritirati
| Pilota            | Moto   | Motivo | Griglia |
| ----------------- | ------ | ------ | ------- |
| Etienne Delamarre | Yamaha |        |         |
| Henk van Kessel   | Yamaha |        |         |

## Classe 50

### Arrivati al traguardo
| Pos. | Pilota               | Moto     | Tempo   | Griglia | Punti |
| ---- | -------------------- | -------- | ------- | ------- | ----- |
| 1    | Jan de Vries         | Kreidler | 35.02.1 |         | 15    |
| 2    | Bruno Kneubühler     | Kreidler | 35.17.7 |         | 12    |
| 3    | Henk van Kessel      | Kreidler | 36.36.7 |         | 10    |
| 4    | Gerhard Thurow       | Kreidler | 36.37.9 |         | 8     |
| 5    | Theo Timmer          | Jamathi  | 1 giro  |         | 6     |
| 6    | Jan Huberts          | Kreidler | 1 giro  |         | 5     |
| 7    | Herbert Rittberger   | Kreidler | 1 giro  |         | 4     |
| 8    | Leif Gustafsson      | Monark   | 1 giro  |         | 3     |
| 9    | Leif Rosell          | Jamathi  | 1 giro  |         | 2     |
| 10   | Ricardo Tormo        | Derbi    | 1 giro  |         | 1     |
| 11   | Ingemar Bengtsson    | Monark   | 1 giro  |         |       |
| 12   | Aldo Pero            | Ringhini | 1 giro  |         |       |
| 13   | Jan Bruins           | Monark   | 2 giri  |         |       |
| 14   | Pierre Metzger       | Derbi    | 2 giri  |         |       |
| 15   | Armando López-Mateos | Derbi    | 2 giri  |         |       |
| 16   | Guido Mancini        | Ringhini | 2 giri  |         |       |
| 17   | Josef Kullmer        | Derbi    | 3 giri  |         |       |
| 18   | Juan Bordons         | Derbi    | 3 giri  |         |       |
| 19   | Jerôme van Haeltert  | Kreidler | 3 giri  |         |       |
| 20   | Joaquim Gali         | Derbi    | 3 giri  |         |       |
| 21   | Günter Schirnhofer   | Maico    | 3 giri  |         |       |

### Ritirati
| Pilota           | Moto  | Motivo | Griglia |
| ---------------- | ----- | ------ | ------- |
| Claudio Lusuardi | Villa |        |         |